# Esacus
Esacus är ett släkte med fåglar i familjen tjockfotar inom ordningen vadarfåglar. Släktet omfattar två arter med utbredning från sydöstra Iran genom Sydostasien och Filippinerna till norra Australien.
- Strandtjockfot (E. recurvirostris)
- Kusttjockfot (E. magnirostris) – syn. E. neglectus